# 雅蛸属
雅蛸属（学名：Lepidoctopus）为章鱼科的一个属。

## 下属物种
本属包括以下物种：
- Lepidoctopus joaquini Haimovici & Sales, 2019[2]